# 李洱
李洱（リ・ジ、1966年 - ）は、中華人民共和国の小説家。代表作に小説『応物兄』。現職は中国現代文学館研究部主任。

## 略歴
1966年、河南省済源市に生まれる。1983年9月に華東師範大学 に入学し、1987年に卒業。同年には短篇小説の処女作「福音」をこの雑誌に発表している。鄭州師範学院で教鞭を取る。1993年、中篇小説『導師死了』は『收穫』掲載された。2002年の『花腔』で注目される。『応物兄』は発表の後、第10回茅盾文学賞を受賞した。

## 著作
- 『応物兄』
- 『石榴樹上結桜桃』
- 『鬼子進村』
- 『花腔』
- 『児女情長』
- 『問答録』
- 『午後的詩学』
- 『導師死了』
- 『暗唖的声音』